# Македонска патриотична организация „Струмишката петорка“ (Ню Джърси)
Македонската патриотична организация „Струмишката петорка“ (на английски: Strumishkata Petorka) е секция на Македонската патриотична организация в Ню Джърси, САЩ, чиято географска област на дейност са североизточните щати.
Секцията е основана към 1964 година, когато в Нюарк и околните места като Патърсън, Клифтън и Гарфийлд вече са настанени няколко хиляди македонски емигранти, повечето от които са дошли от Югославия чрез сръбски организации и сръбската църква. Поводът за създаването на организацията е инцидент в кръчма в Патърсън, където се събирали сърби и македонци. Инцидентът станал, когато по време на караница между двете групи сръбски националист извадил пистолет и ранил няколко македонци. Сърбинът бил арестуван, но с гаранция от сръбските организации и църквата бил освободен, а македонците завършили в болница. Централният комитет на МПО изпратил свой член да разследи случая и да предприеме действия срещу организираната престъпност на сръбските националисти в това място.
Организацията, чийто виден член и дългогодишен секретар е Любен Топчев, носи името на Струмишката петорка, подобно на секцията в Бразилия, основана от него десетина години по-рано. Първоначално наброява 68 членове от вардарската и 22 от пиринската част на Македония. Развива оживена дейност с демонстрации, петиции до институции и правителства за нерешения македонски въпрос, годишни конгреси. УДБ развива силна пропаганда срещу организацията, разпространявана по радиото, телевизията, в църквата. Организацията се свързва с други антикомунистически организации с цел масови протести и демонстрации пред посолствата на Югославия и други комунистически страни и изпращане петиции до демократичните правителства, обясняващи нерешения македонски въпрос и нарушаваните човешки права.
След обявяването на независимостта на Република Македония през 1991 година МПО „Струмишката петорка“ развива дейност в нейна подкрепа. Чрез Любен Топчев секцията комуникира с партията ВМРО-ДПМНЕ. Любчо Георгиевски, председател на партията и вицепрезидент на държавата, по покана на МПО посещава САЩ. Между другото, Георгиевски се среща и с македонски емигранти в манастира „Свети Георги“ в Нюарк.